# Conopomorphina gypsochroma
Conopomorphina gypsochroma är en fjärilsart som beskrevs av Lajos Vári 1961. Conopomorphina gypsochroma ingår i släktet Conopomorphina och familjen styltmalar.
Artens utbredningsområde är Zimbabwe. Inga underarter finns listade i Catalogue of Life.